# 2537 Gilmore
2537 Gilmore (1951 RL) là một tiểu hành tinh vành đai chính được phát hiện ngày 4 tháng 9 năm 1951 bởi Reinmuth, K. ở Heidelberg.